# 烟台大学
烟台大学是一所位于中国山东省烟台市莱山区的全日制公办本科高校，创建于1984年7月，经原国家教委特批，由北京大学和清华大学援建。是山东省属重点综合性大学、山东省高水平大学建设高校。入选山东省名校工程首批立项建设单位、山东省“强特色”高水平大学建设行列。

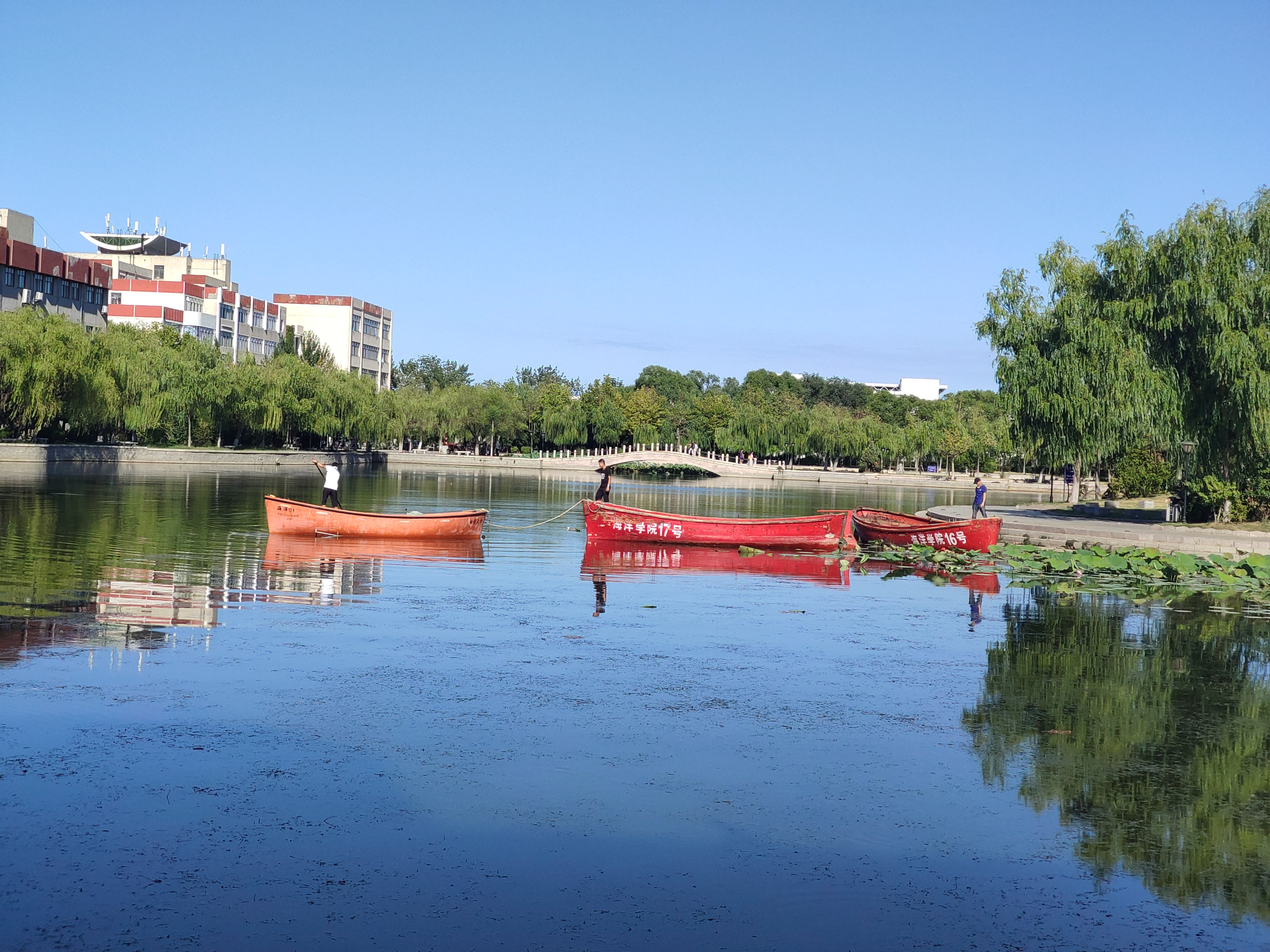
烟台大学校园内的湖

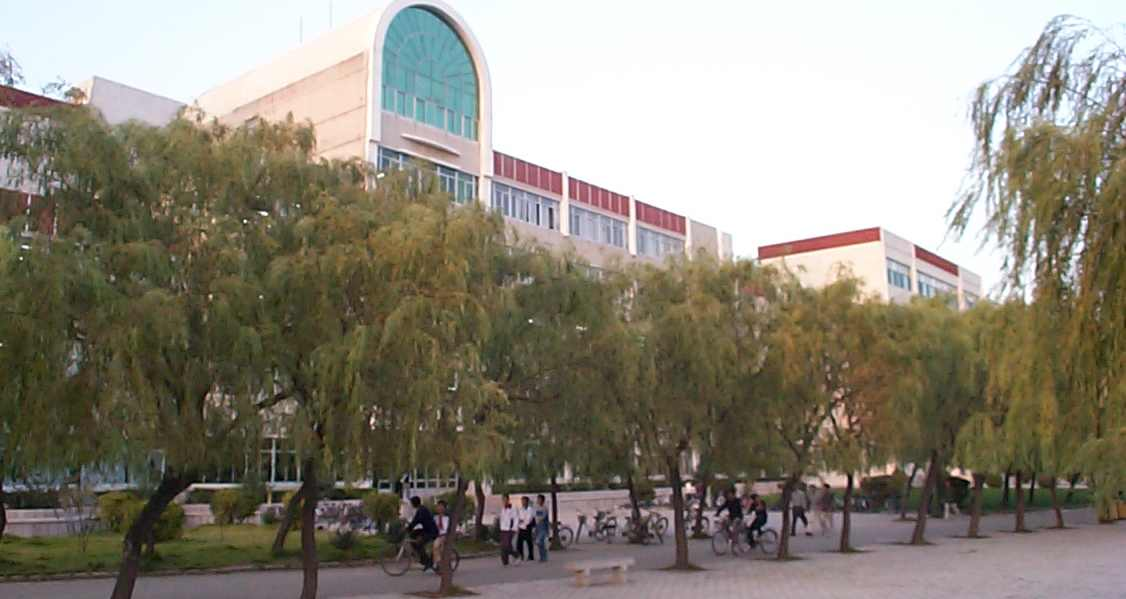
烟台大学校园

截至2022年6月，烟台大学（莱山区）占地面积2100亩，建筑面积101.98万平方米，教学科研仪器设备总值6.02亿元；烟台大学（开发区）科教园区位于烟台八角湾中央创新区，项目总占地1000余亩；设有23个学院，75个研究院所，开设58个本科招生专业；有23个硕士学位授权一级学科，14个硕士专业学位授权类别；有专任教师1726人，有全日制在校本科生、研究生、留学生共3万余人。

## 校史

### 筹建
1984年春节，烟台市委书记王济夫在向在烟台考察的中共中央政治局委员、国务院副总理万里汇报工作时，提出建立烟台大学的构想。万里同志说：可以搞一个不要铁饭碗的大学，就叫烟台大学。凡是愿学本事的就来。你们烟台需要什么系就设什么系.....你们烟台把这条路子闯开了，我给你们记一功。
1984年2月19日，在烟台市委市政府向省政府写出的报告中，提出拟定烟台大学规模近期为3000人，总体规划占地1500亩，1984年7月建设，1985年9月招生。
1984年3月24日，山东省政府以鲁政发（1984）31号文件向国务院提出《关于建立烟台大学的请示报告》。1984年5月24日，万里同志在人民大会堂约见张承先（全国人大常委，教科文卫委员会副主任），何东昌（教育部长），梁步庭（山东省长），王济夫时讲到烟台大学，说“我给你们请了一个名誉校长，就是张承先同志”。
1984年6月5日，教育部以（84）教计字088号文件批准筹建烟台大学。
1984年6月27日至30日，张承先，梁步庭在烟台东山宾馆主持召开“烟台大学筹建工作会议”，会议有来自北京大学，清华大学，教育部，山东省政府，烟台市等有关方面的负责同志，约30余人。会上提出，“烟台大学要建成具有中国特色，富有创新精神，高水平的社会主义现代化大学，既是教育中心，又是科研中心...面向全省，全国，并对海外华侨子弟开放。.....应文理结合...实行教育部，山东省双重领导，以省为主。请教育部组织北京大学，清华大学等全国重点大学支援，配备烟台大学的骨干教师，并把这所学校当成教育部抓改革的试点学校。”筹建期间，万里同志说：学校起点要高一些，快一些，不是游击队升级，而是正规军下蛋。清华，北大要长期支援。
1984年11月10日，教育部以（84）教计字219号文件“同意烟台大学正式成立并开始招生”。

### 发展
1985年9月20日，烟台大学在烟台市政府礼堂举行开学典礼。时任国务院副总理李鹏发来贺信。1986年夏天，胡耀邦同志在下榻的烟台东山宾馆，听取了杜建寰关于烟台大学建设和教学、科研的汇报后，为烟台大学题写校名。
1986年，时任北京大学校长的著名数学家丁石孙来到烟台大学，为85级的数学系学生授课三个月。1989年5月4日，在北京六十所高校三万余名学生参加的游行中，有烟台大学的旗帜。1990年 上半年，北大清华支援烟台大学建设六年已满，经过山东省委省政府协商，同意两校人员回京，同年成立了“北大、清华支援烟台大学建设委员会”，定期研究指导烟台大学的教学、科研、学科建设及改革发展。
1995年 学校通过原国家教委本科教学水平合格评价。1998年 获得硕士单位授予权。2004年 在教育部本科教学工作水平评估中获得优秀。2007年 被中国人民解放军总政治部批准为普通高等教育培养军队干部依托培养单位。2011年 学校进入教育部“卓越工程师教育培养计划”。
2021年2月2日，经中华人民共和国教育部批准，原属烟台大学管理的独立学院烟台大学文经学院脱离该校管理，并转设为民办普通高等学校烟台理工学院，由祥隆企业集团有限公司全资持有。

## 概况

### 校园景观
烟台大学校区东临黄海，西依青山，风景秀丽。
学校共南北两个校区：北区是教学、办公和住宿等综合区，有三元湖、八景园、孺子牛、千米文化长廊等景点；南区是住宿区。

### 校训
守信 求实 好学 力行

## 教学研究

### 学院[14]
| 人文科学           | 社会科学             | 自然科学           | 生命科学     | 工学                 | 其它             |
| ------------------ | -------------------- | ------------------ | ------------ | -------------------- | ---------------- |
| 文学与新闻传播学院 | 法学院               | 数学与信息科学学院 | 生命科学学院 | 核装备和核工程学院   | 体育学院         |
| 外国语学院         | 经济管理学院         | 物理与电子信息学院 | 药学院       | 环境与材料工程学院   | 体育教学部       |
| 音乐舞蹈学院       | 马克思主义学院       | 海洋学院           |              | 计算机与控制工程学院 | 后备军官学院     |
|                    | 山东省知识产权研究院 | 化学化工学院       |              | 机电汽车工程学院     | 国际教育交流学院 |
|                    |                      |                    |              | 土木工程学院         | 创新创业学院     |
|                    |                      |                    |              | 建筑学院             | 继续教育学院     |

### 学科建设与研究中心
| - 省级重点学科 - 民商法学 - 理论物理 - 中国少数民族史 - 药剂学 - 物理化学 - 应用数学 - 生物化学与分子生物学 - 省部共建教育部重点实验室 - 分子药理和药物评价 - 省级大学科技园 - 北大清华烟大三校科技园 | - 省级重点实验室 - 山东省化学工程与过程重点实验室 - 山东省高校化工制造工程重点实验室 - 山东省高校光信息与光功能材料重点实验室 - 山东省高校结构工程重点实验室 - 山东省高校先进制造与控制技术重点实验室 - 山东省高校海产品质量与安全检测重点实验室 - 山东省高校分子药理和药物筛选与评价重点实验室 - 山东省环境保护室内环境重点实验室 - 国家民委民族问题研究基地 - 国家民委民族问题研究中心烟台大学民族问题研究基地 - 国家技术转移中心 - 天然药物技术转移中心 - 国家制革技术研究推广中心 | - 山东省高校人文社科研究基地 - 应用法学研究中心 - 省级工程技术研究中心 - 山东省黄金工程技术研究中心 - 山东省功能食品工程技术研究中心 - 山东省农产品物流工程技术研究中心 - 山东省空气净化工程技术研究中心 - 山东省天然药物工程技术研究中心 - 山东省干细胞工程技术研究中心 - 山东省国际（港澳台）科技合作平台 - 山东省中匈黄金工业应用合作研究中心 |